# Wolf Friedrich von Retzow
Wolf Friedrich von Retzow (né le 24 janvier 1700 au manoir de Möthlow près de Nauen et mort le 5 novembre 1758 à Schweidnitz) est un lieutenant général prussien.

## Biographie
Issu d'une famille noble, comme son jeune frère Karl Friedrich, il fait ses études à l'académie de chevalerie de Brandebourg-sur-la-Havel à partir de 1713 et rejoint le 25e régiment d'infanterie « von Schlabrendorff (de) » comme enseigne à l'âge de 17 ans. En 1745, en tant que colonel, il devient commandant du bataillon de grenadiers de la Garde, qui est stationné à Potsdam. Deux ans plus tard, il devient chef de l'autorité suprême des rations de l'armée et de certaines entreprises publiques importantes, telles que le grand orphelinat militaire et la manufacture d'or et d'argent à Berlin. Lorsque Frédéric II appelle à la construction d'une colonie de tisserands bohémiens près de Potsdam au printemps 1751, il charge Retzow de la mettre en place.
La nouvelle colonie est établie à proximité immédiate de la colonie agricole de Neuendorf. Retzow est resté étroitement lié à sa colonie de Nowawes jusqu'à sa mort. Il n'est pas seulement son premier commandant, mais aussi le premier éditeur des produits textiles produits. Lorsque d'autres éditeurs reprennent l'œuvre à partir de 1756, le colonel von Retzow est l'autorité judiciaire la plus importante et le médiateur entre les tisserands et les nouveaux éditeurs.
En raison de ses mérites particuliers lors de la bataille de Leuthen pendant la guerre de Sept Ans, Retzow est nommé lieutenant général sur le champ de bataille par Frédéric le Grand. Lors de la bataille de Hochkirch le 13 octobre 1758, il refuse à deux reprises l'ordre de prendre d'assaut le Stromberg car il ne pense pas que le projet soit possible. Retzow est tombé en disgrâce et doit abandonner son épée. Il souffre déjà de dysenterie et est transféré avec quelques troupes à Schweidnitz, où il meurt. Le prince Henri de Prusse lui dédie une plaque sur son obélisque de Rheinsberg.

## Famille
Retzow est marié avec Charlotte Louise von Röseler (née en 1706 et morte le 7 mai 1779), fille du général Friedrich August von Röseler (de). Le couple a plusieurs enfants :
- Frederic August (né le 13 juillet 1729 et mort le 18 octobre 1812)
- Wilhelm Leopold (né le 13 juillet 1729 et mort le 14 mai 1803) marié avec Henriette von Thiele - parents de Charlotte (1767-1833) épouse du maréchal Friedrich von Kleist
- Marie-Charlotte (morte le 25 septembre 1781) mariée avec Peter Christian von Kleist (né le 9 novembre 1727 et mort le 21 novembre 1777), parents de Hans Jürgen von Kleist-Retzow (de)
- Friederike Albertine mariée avec Adam August von Möllendorf.